# 루이스 구스타부
루이스 구스타부 지아스(포르투갈어: Luis Gustavo Diaz, 1987년 7월 23일 ~ )는 브라질의 축구 선수로, 현재 캄페오나투 브라질레이루 세리이 A의 상파울루에서 뛰고 있으며, 포지션은 수비형 미드필더이다.

## 수상
바이에른 뮌헨
- 분데스리가 : 우승 (2012-13), 준우승 (2011-12)
- UEFA 챔피언스리그 : 우승 (2012-13), 준우승 (2011-12)

 브라질
- FIFA 컨페더레이션스컵 : 우승 (2013)
- FIFA 월드컵 : 4위 (2014)